# Koundougou (Burkina Faso)
Koundougou est un village et le chef-lieu du département et la commune rurale de Koundougou, situé dans la province du Houet et la région des Hauts-Bassins au Burkina Faso.

## Géographie
Le village est traversé par la route nationale 9 et se trouve à proximité de la forêt classée de Téré.

## Éducation et santé
Koundougou accueille un centre de santé et de promotion sociale (CSPS).